# A fecsegő tipegők Párizsban
A fecsegő tipegők Párizsban (eredeti cím: Rugrats in Paris: The Movie) 2000-ben bemutatott egész estés amerikai 2D-s számítógépes animációs film, amely a Fecsegő tipegők című televíziós rajzfilmsorozat második filmje. A forgatókönyvet J. David Stem és David N. Weiss írta, az animációs filmet Stig Bergqvist és Paul Demeyer rendezte, a zenéjét Mark Mothersbaugh szerezte, producerei Csupó Gábor és Arlene Klasky voltak. A Nickelodeon Movies és a Klasky-Csupo készítette, a Paramount Pictures forgalmazta.
Amerikában 2000. november 17-én mutatták be a mozikban, Magyarországon 2001 decemberében adták ki VHS-en, majd 2002. augusztus 13-án jelent meg DVD-n.

## Szereplők
| Szereplő                 | Eredeti hang        | Magyar hang        |
| ------------------------ | ------------------- | ------------------ |
| Tommy Pickles            | Elizabeth Daily     | Hujber Ferenc      |
| Angelica Pickles         | Cheryl Chase        | Solecki Janka      |
| Chuckie Finster          | Christine Cavanaugh | Seszták Szabolcs   |
| Phillip DeVille          | Kath Soucie         | Minárovits Péter   |
| Lillian DeVille          | Kath Soucie         | Vadász Bea         |
| Betty DeVille            | Kath Soucie         | Fésűs Bea          |
| Dil Pickles              | Tara Strong         | Dögei Éva          |
| Susie Carmichael         | Cree Summer         | Dögei Éva          |
| Stu Pickles              | Jack Riley          | Damu Roland        |
| Didi Pickles             | Melanie Chartoff    | Zsurzs Kati        |
| Lou Pickles nagypapa     | Joe Alaskey         | Dobránszky Zoltán  |
| Drew Pickles             | Michael Bell        | Seder Gábor        |
| Chaz Finster             | Michael Bell        | Háda János         |
| Coco LaBouche            | Susan Sarandon      | Andresz Kati       |
| Jean-Claude              | John Lithgow        | Hajdu István       |
| Kira Watanabe            | Julia Kato          | Németh Borbála     |
| Kimi Watanabe            | Dionne Quan         | Kisfalvi Krisztina |
| Mr. Yamaguchi            | Mako                | Kardos Gábor       |
| Charlotte Pickles        | Tress MacNeille     | Oláh Orsolya       |
| Howard DeVille           | Phil Proctor        | Vári Attila        |
| Lulu Pickles             | Debbie Reynolds     | Bókai Mária        |
| Esküvői DJ               | Casey Kasem         | Albert Péter       |
| Francia dolgozó          | Richard Michel      | Albert Péter       |
| Utaskísérőnő             | Margaret Smith      | Madarász Éva       |
| Animatronikus busz sofőr | Philippe Simon      | Bodrogi Attila     |
| Nindzsa                  | Philippe Benichou   | Pálmai Szabolcs    |
| Sintér                   | Paul Demeyer        | Pethes Csaba       |
| Utcaseprő                | Paul Demeyer        | Garai Róbert       |
| Pap                      | Dan Castellaneta    | Garai Róbert       |
| Cafe tulajdonos          | Braden Wright       | Imre István        |
| Felügyelő                | Charlie Adler       | Imre István        |